# Parc Udelny
 (octobre 2024).
Le parc Udelny (ou parc Udelninsky, et de 1934 à 1991 parc Chelyuskintsev) est un parc situé dans la partie nord de Saint-Pétersbourg.
En 1999, le parc Udelny a été classé comme site du patrimoine culturel en tant qu'objet d'architecture paysagère, et en 2013, il a été reconnu comme site du patrimoine culturel d'importance régionale.

## Nature et paysage

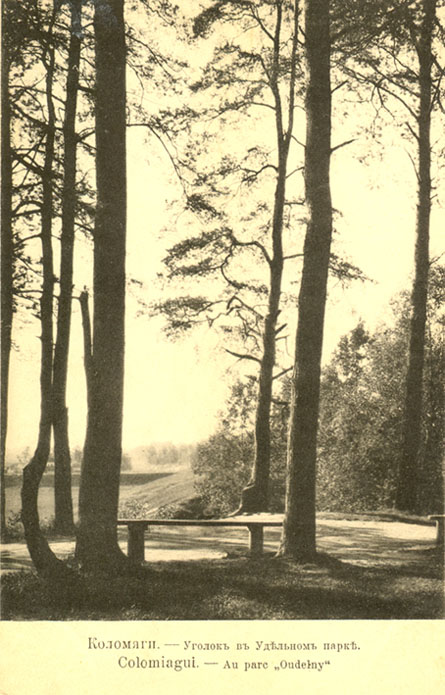
Coin du parc Udelny. Carte postale du début du XXe siècle.

Déjà sous Pierre Ier, une partie du territoire sur lequel se trouvait alors le parc était réservée à la culture du pin maritime.
Après la Révolution d'Octobre, le parc est devenu partie intégrante des départements forestiers éducatifs et expérimentaux de l'Institut forestier (aujourd'hui l'Académie forestière). Depuis 1922, le parc est situé au sein de la ville. En 1934, le parc a été nommé parc Chelyuskintsev en l'honneur des membres de l'expédition polaire sur le brise-glace Tcheliouskine. Pendant la Deuxième Guerre Mondiale, la ligne de défense arrière traversait le parc : de cette époque, un groupe de trois postes de tir en béton armé a été conservé. La guerre a causé de gros dégâts au parc. En plus des restaurations de la végétation, des terrains de sports, des aires de jeux et de danse pour enfants ainsi que des « coins santé » ont été créés.

## Nature

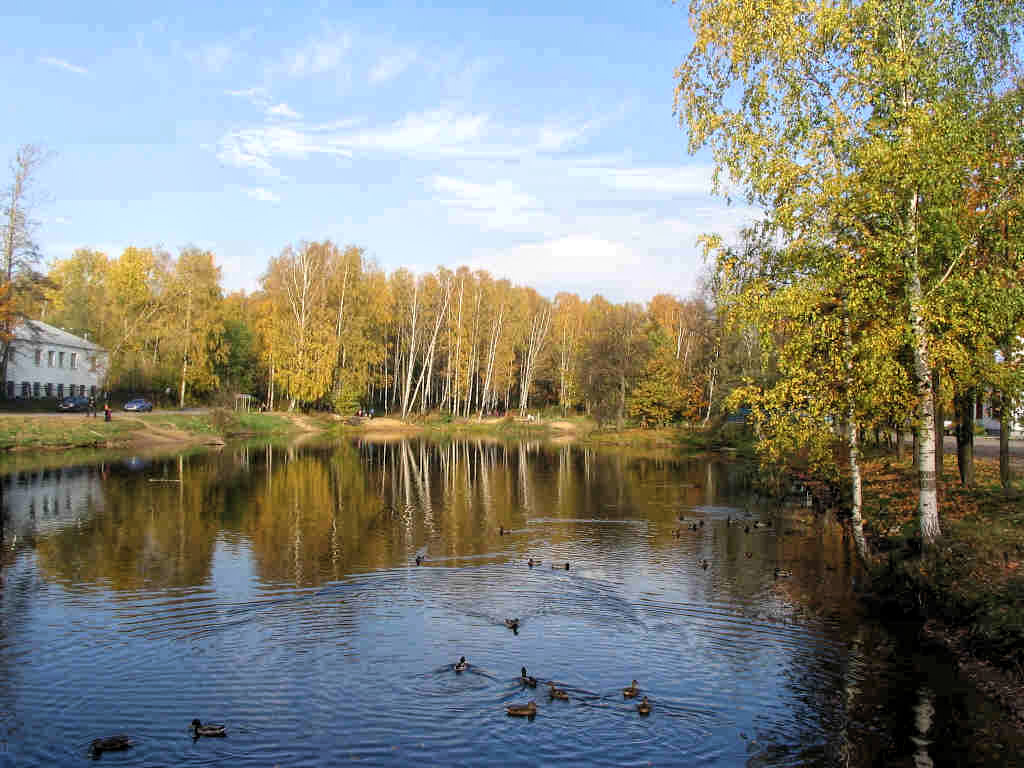
Étang dans le parc.

Le parc est situé sur deux terrasses, séparées par une corniche de 5 à 6 mètres de haut, représentant le rivage d'une mer antique. La corniche est traversée de ravines à travers lesquels coulent des ruisseaux ; sous la corniche se trouvent de vastes clairières. La terrasse inférieure est dominée par des peuplements naturels de bouleaux et d'aulnes noirs avec un mélange de trembles, d'aulnes gris, de sorbiers et de prunus. On y trouve occasionnellement de vieux pins et épicéas. La partie basse du parc est par endroits marécageuse. La terrasse supérieure est dominée par le bouleau, avec de nombreuses plantations de pins, mélèzes, tilleuls, chênes, frênes, ormes et autres essences. La partie du parc adjacente à l'avenue Engels présente un tracé régulier avec des parterres de fleurs et des aires de jeux.

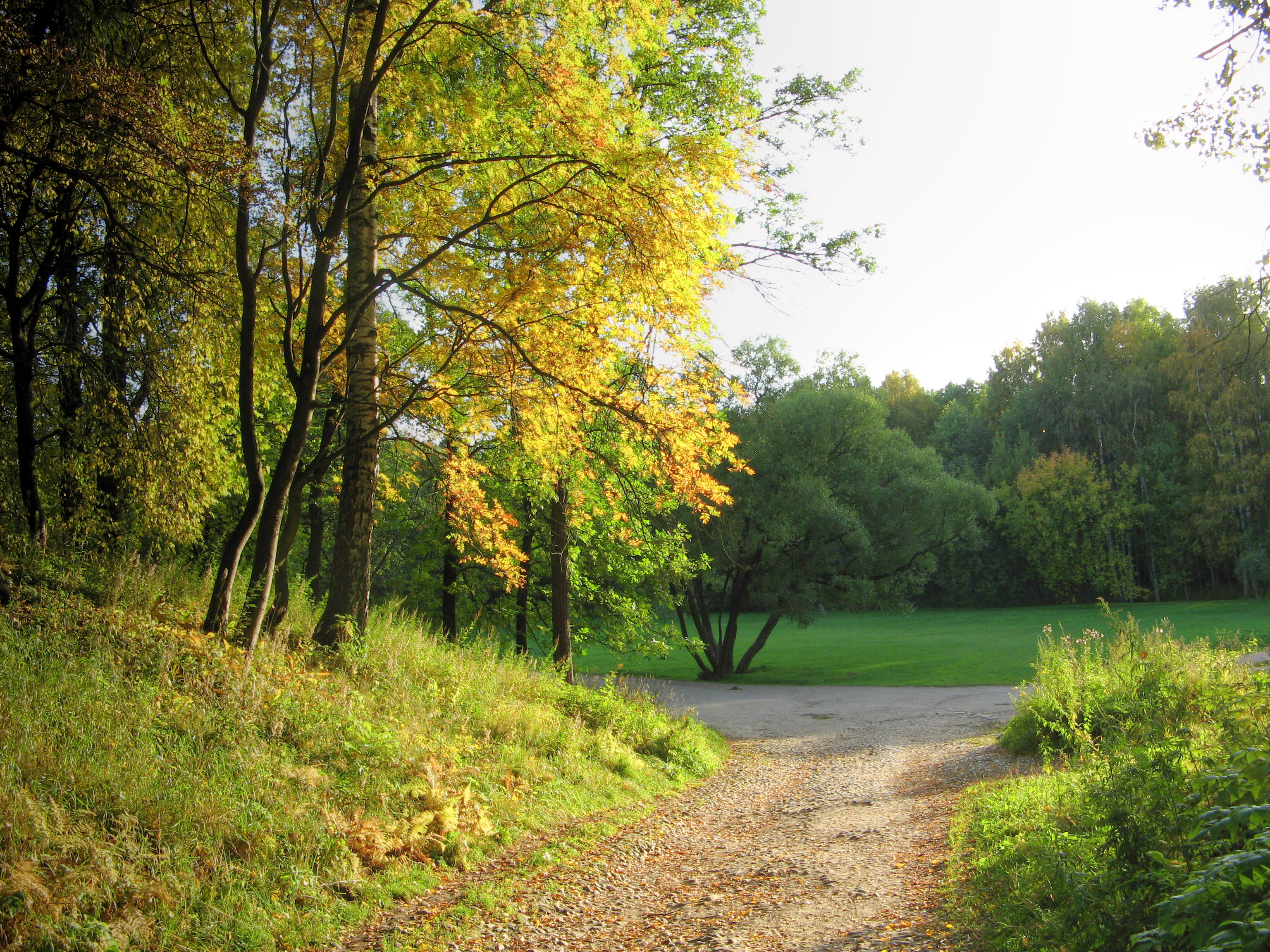
Vue depuis la terrasse supérieure.

Il y a un étang sur la terrasse supérieure dans la partie nord du parc. Au début du XXe siècle, il y avait une zone de baignade et un quai pour bateaux, et une petite cascade tombait le long du déversoir à gradins derrière le barrage.

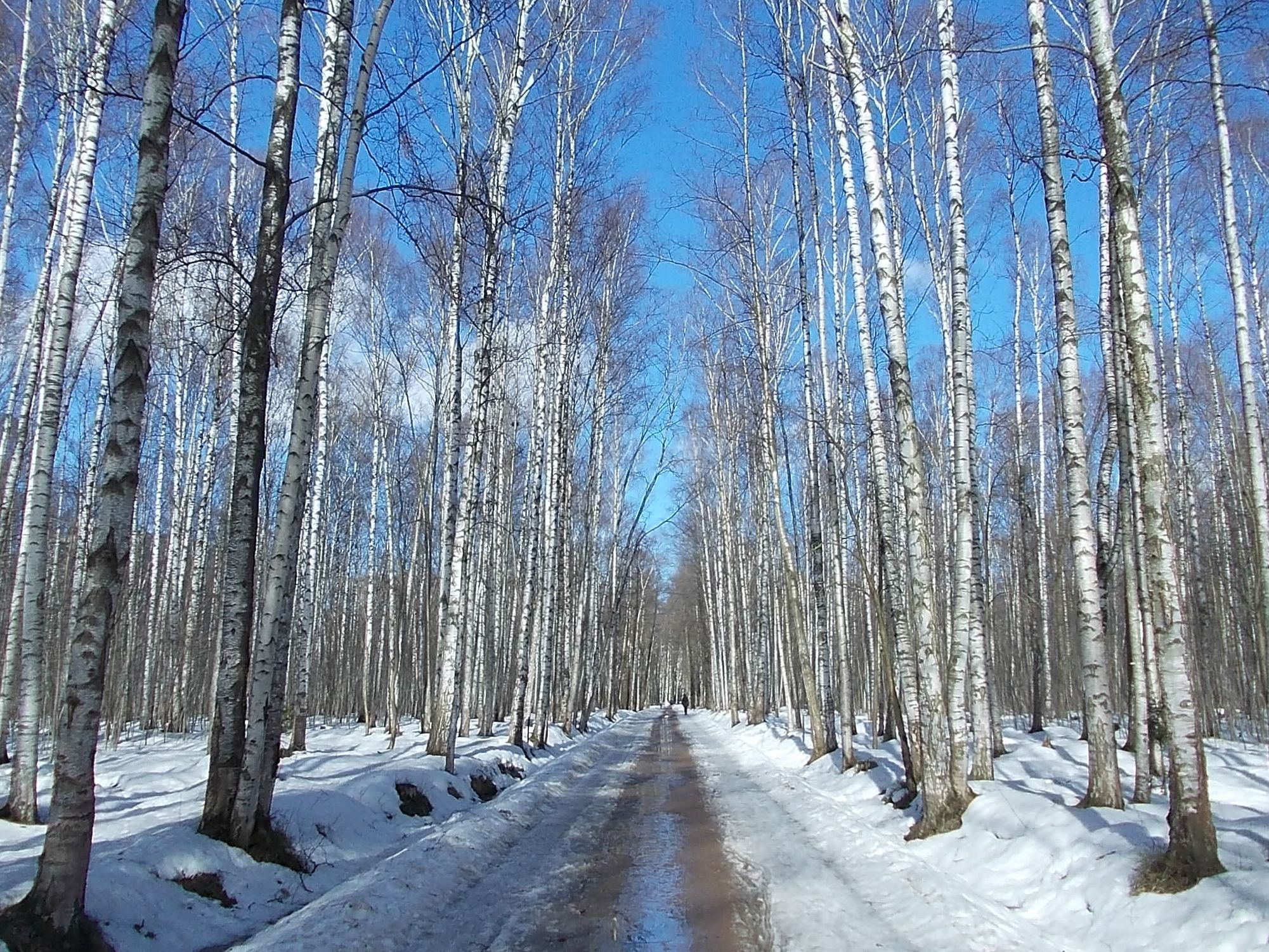
Allée dans le parc au printemps

Le 3 avril 2013, les allées proches du siège du club du Zenit ont reçu les noms d'Allée Pavel Sadyrin et d'Allée Yuri Morozov.

## Histoire

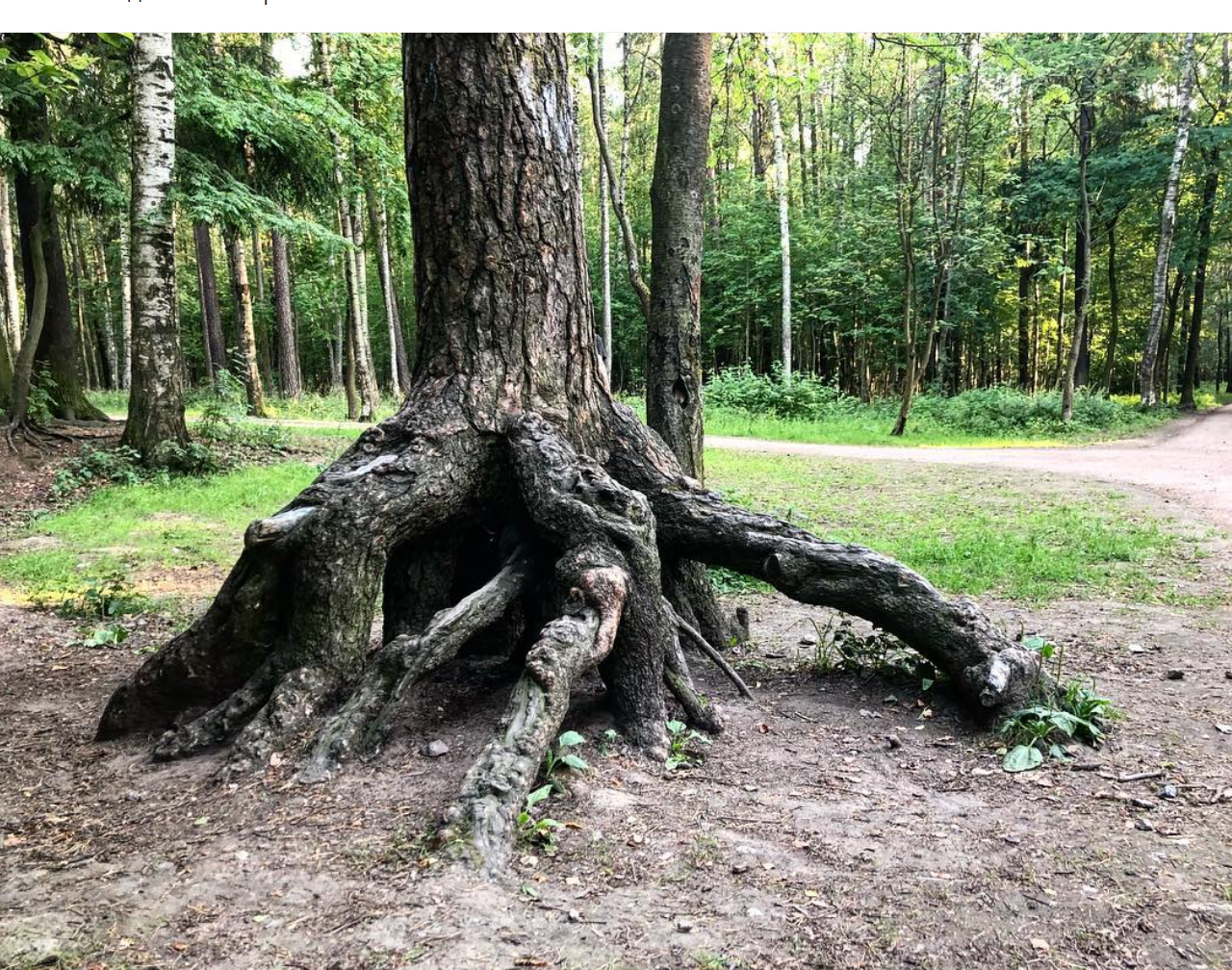
Arbre original dans le parc

Dans la seconde moitié du XIXe siècle, les terrains du parc ont commencé à être loués pour la construction de chalets, de jardins de festivités, de bains et d'autres établissements de divertissement. Ce parc a gagné en popularité parmi les habitants de Saint-Pétersbourg, surtout après l'ouverture des gares d'Udelnaya et de Lanskaya.
En 1958, le restaurant Lesnoy est ouvert dans le parc. Le bâtiment, construit dans le style du néoclassicisme stalinien abrite deux salles pouvant accueillir 80 personnes et une grande terrasse ouverte. Le restaurant a fonctionné jusqu'au début des années 2000, changeant son nom en « Hunting Lodge ». En 2002, le bâtiment a entamé une longue reconstruction et en 2010, un grave incendie s'est déclaré. Aujourd'hui, le bâtiment est en mauvais état.
Depuis 1968, le premier club de course à pied d'URSS, créé par O. Yu, était basé au stade du Spartak Losem (1923-2010).
Dans les années 1950 et 1960, le parc est devenu le seul endroit de la ville où se tenaient régulièrement des réunions d'amateurs de chansons anciennes et modernes - cette tradition a survécu jusqu'au XXIe siècle.

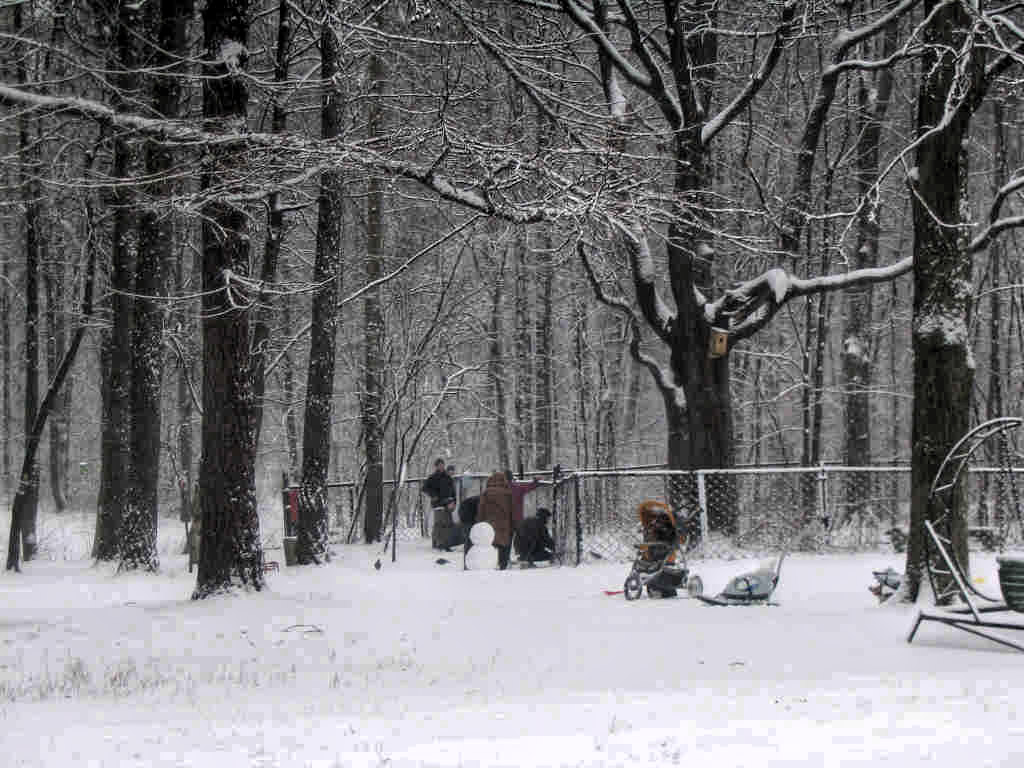
"Belchatnik" dans le parc Udelny.

En février 2012, une patinoire de vitesse dotée d'une piste artificielle de 333 mètres a été inaugurée au stade Espoirs Olympiques. La patinoire est également à la disposition des amateurs de patinage sur glace.

## Menaces sur le parc

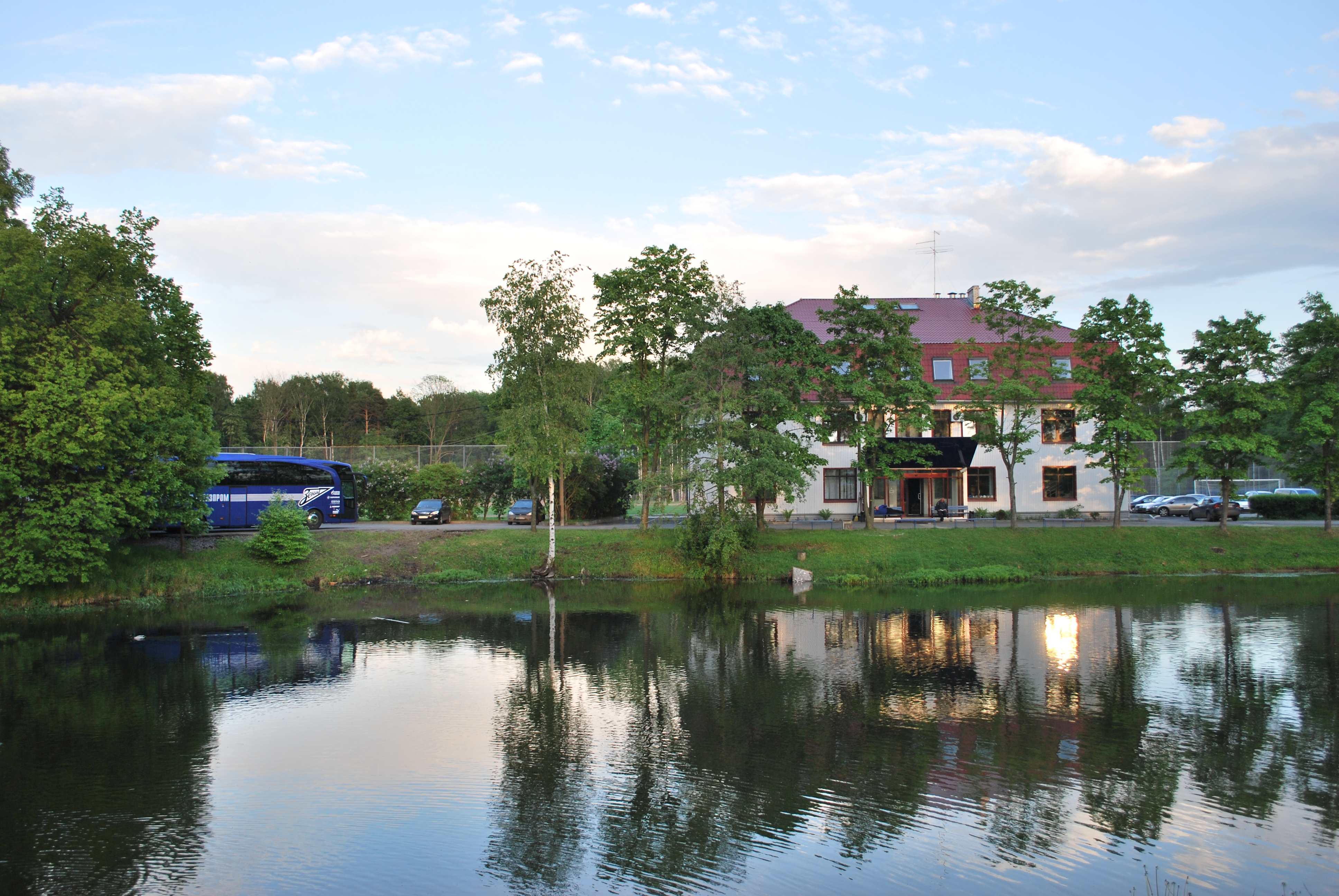
Siège du FC Zenit dans le parc Udelny.

Des investisseurs ont revendiqué une partie du territoire du parc à la fin des années 2000,,. Ainsi, en 2011, pour les besoins de la base d’entraînement du Zenit, environ 3 hectares ont été abattus dans la partie basse du parc, dans une zone non éloignée des limites du parc. D'immenses immeubles de grande hauteur modernes ont été construits sur le territoire de l'ancien Institut de Tourbe et des projets menacent toujours l'intégrité de la zone,.